# Цибин, Иван Григорьевич
Иван Григорьевич Цибин (15 мая 1897 — 7 сентября 1954) — советский военный деятель, участник Великой Отечественной войны, командир 16-й танковой бригады, гвардии генерал-майор т/в (05.11.1943).

## Биография

### Начальная биография
Родился 15 мая 1897 года в городе Бийске Бийского уезда Томской губернии (ныне Алтайский край). Русский.
Окончил 2-классное Бийское городское училище (1911). Работал токарем. Член ВКП(б) с 1920 г. (п/б № 1994906).
Образование. Окончил учебную команду 17-го запасного стрелкового полка в г. Ново-николаевск (1917), 44-е пехотные курсы комсостава (1922), разведкурсы при Харьковских повторных курсах (1924), особая группа при Академии хим.защиты РККА (1938).

### Служба в армии
Служба в Русской императорской армии. 5 мая 1916 года был призван на военную службу и зачислен в 17-й запасной стрелковый полк в г. Новониколаевск. В мае 1917 года окончил учебную команду полка и с маршевой ротой убыл на Юго-Западный фронт, где воевал в составе 49-го Сибирского стрелкового полка. В августе в бою под м. Гусятин был ранен и эвакуирован в полевой госпиталь. По возвращении в сентябре 1917 года за боевые отличия он награждён Георгиевским крестом IV степени и произведён в фельдфебели. До октября находился в команде выздоравливающих полка, затем был откомандирован в караульную команду интендантства 7-го корпуса по охране фуражного склада. В конце января убыл с фронта на родину.
С июля по ноябрь 1919 года младший унтер-офицер в железнодорожном батальоне у Колчака. Потом работал в хозяйстве отца.
Служба в Красной армии. В апреле 1918 года добровольно вступил в РККА и был зачислен в Бийский стрелковый батальон, где исполнял должность пом. командира и командира взвода. В его составе принимал участие в подавлении мятежа Чехословацкого корпуса, в боях под Новониколаевском и ст. Алтайская. В ночь на 13 июля 1918 года отряд был окружён и разбит, после выхода из окружения И. Г. Цибин убыл на родину.
В июне 1919 года мобилизован в армию адмирала А. В. Колчака и направлен в г. Красноярск в железнодорожный батальон. В его составе проходил службу командиром отделения, младшим унтер-офицером. В боях против частей Красной армии не участвовал. В конце ноября 1919 года железнодорожный батальон вместе с местными рабочими и частями гарнизона участвовал в восстании против А. В. Колчака. В ходе него все «офицеры батальона были перебиты», избран командиром 3-й роты. С приходом в город частей 30-й стрелковой дивизии Красной армии вместе с ротой добровольно вступил в неё.
С 1 января 1920 года и.д. помощника командира и командира взвода, пом. начальника комендантской команды 30-й Иркутской стрелковой дивизии (г. Красноярск).
С 10 сентября 1920 года — слушатель 21-х пехотно-командных курсов Сибирского ВО (Семипалатинск). Летом 1921 года принимал участие в подавлении антисоветских мятежей в Семипалатинской обл. В середине октября 1921 года с ротой курсантов убыл на укомплектование 44-х пехотных курсов комсостава в г. Екатеринослав. С 15 октября 1921 года — слушатель 44-х пехотных Украинских курсов (г. Харьков). С 11 мая 1922 года — отделком 44-х пехотных Украинских курсов. 14 августа 1922 года окончил курсы. С 22 августа 1922 года — слушатель Киевской высшей военно-педагогической школы. С 13 октября 1922 года —  слушатель 13-й Одесской пехотной школы. С 29 октября 1922 года — отделком, с 2 февраля 1923  года — старшина, с 7 июня 1923 года — комвзвода 153-го стрелкового полка 51-й стрелковой дивизии (Украинский ВО). С 5 ноября 1923 года —  врид комвзвода 240-го стрелкового полка 80-й стрелковой дивизии (г. Каменск).
С 26 апреля по 22 июня 1924 года — слушатель разведывательных курсов при Харьковских повторных курсах.
С 31 июня 1924 года — командир взвода роты разведки 240-го стрелкового полка 80-й стрелковой дивизии. С 1 ноября 1924 года — командир взвода конной разведки 240-го стрелкового полка. С 15 июня 1924 года — командир роты 240-го стрелкового полка. С 17 ноября 1931 года единоначальник полковой школы 240-го стрелкового полка. С 28 февраля 1933 года — помощник командира по строевой части 239-го стрелкового полка 80-й стрелковой дивизии. В 1933 - 1934 гг. одновременно был начальником дивизионных сборов снайперов.
С февраля 1937 по февраль 1938 года — слушатель особой группы Военно-химической академии РККА им. К. Е. Ворошилова (с 19 июля 1937 года — Военная академия химической защиты).
С февраля 1938 года — начальник штаба 1-й (химической) механизированной дивизии (Приволжский ВО). В конце апреля дивизия была переформирована в танковую бригаду в г. Вольск, а полковник И. Г. Цибин в ней исполнял должность пом. командира и врид командира бригады. С 22 июня 1938 года — помощник командира 31-й химической танковой бригады. Приказом НКО № 0158 от 19.09.1938 года назначен начальником штаба 82-й моторизованной дивизии. Приказом НКО № 04940 от 17.12.1939 года назначен командиром 31-й химической танковой бригады.
Приказом НКО № 03285 от 20.07.1940 года назначен Заместителем командира 16-й танковой дивизии (Одесский ВО). Приказом НКО № 0012 от 11.03.1941 года назначен Командиром 43-й танковой дивизии (Киевский ОВО). Формировал дивизию на базе прибывшей из Ленинградского ВО 35-й танковой бригады. К началу войны формирование дивизии завершено не было, некомплект составлял по танкам - до 40 %, в личном составе - до 50 %.

### В Великую Отечественную войну
С началом Великой Отечественной войны дивизия к исходу 25 июня сосредоточилась в 4 км восточнее Ровно. С утра 27 июня её части вступили в бой с частями 16-й немецкой танковой дивизии на р. Мизочь. До 15 августа 1941 года дивизия вела ожесточённые бои в районах Ровно, Новоград-Волынский, Коростень. Участвовала во фронтовом контрударе из района Ровно на Дубно, затем в Киевской оборонительной операции. 15 августа 1941 года дивизия была выведена на переформирование в г. Змиев Харьковской области, где на её базе были сформированы 10-я и 12-я отдельные танковые бригады.
В сентябре полковник И. Г. Цибин убыл в Москву, где Приказом НКО № 02530 от 04.09.1941 года назначен командиром 16-й отдельной танковой бригады, которую он сформировал в г. Владимир и затем убыл с ней на Ленинградский фронт. В составе 54-й армии бригада вела бои в районах Синявино, Мга (станция), посёлков № 1 и 2. За несвоевременный выход бригады из-под Чёрной Речки к посёлкам № 1 и 2, плохую организацию взаимодействия с 310-й стрелковой дивизией 25 октября 1941 года полковник И. Г. Цибин от исполнения должности отстранён. С 18 ноября 1941 года - заместитель командира 122-й отдельной танковой бригады.
С 29 апреля 1942 года — В распоряжении Управления кадров ГАБТУ КА. С 15 сентября 1942 года 54-й армии Зам. командующего 4-й ударной армии по танковым войскам Калининского фронта. В этой должности принимал участие в Невельской, Городокской и Полоцкой наступательных операциях. Особо отличился в Невельской операции, где успешно командовал танковой группой армии.
С августа по июнь 1944 года находился в военном клиническом госпитале им. Пирогова в Москве.
Приказом НКО № 0265 от 02.08.1944 года — назначен начальником 3-го Саратовского училища бронетранспортеров и бронемашин.

### После войны
С 1 ноября 1946 года — и.д. Зам. командира 8-й гв. танковой дивизии 5-й гв. механизированной армии (Белорусский ВО). Приказом МВС № 0887 от 08.06.1949 года назначен Заместителем командира по БТиМВ 2-го гв. стрелкового корпуса (Прибалтийский ВО).
Приказом ВМ СССР № 03349 от 28.08.1951 года уволен в отставку по ст. 60б (по болезни) с правом ношения военной формы одежды.
Умер 7 сентября 1954 года в Каунасе (Литва).

## Награды
- Орден Ленина (21.02.1945)[2]
- Три Ордена Красного Знамени (03.11.1944, 13.09.1945, 15.11.1950)[3]
- Орден Отечественной войны I степени (04.06.1944)[4]
- Орден Красной Звезды (22.02.1939)
- Медаль «За боевые заслуги»
- Медаль «За оборону Ленинграда» (22.12.1942)[5]
- Медаль «За победу над Германией в Великой Отечественной войне 1941—1945 гг.» (9 мая 1945[6])[7]
- Медаль «XX лет РККА» (1938)[8]
- Медаль «30 лет Советской Армии и Флота»[9]

## Память
- Его имя увековечено в Главном Храме Вооружённых сил России, и навсегда запечатлено на мемориале «Дорога памяти»
- На могиле установлен надгробный памятник